# William de Bruce (3e lord d'Annandale)
William de Bruce, 3e Lord d'Annandale (mort le 16 juillet 1212), est le second mais l'aîné des fils survivants de Robert II de Bruce 2e Lord d'Annandale.

## Biographie
Son frère aîné, Robert III de Bruce, étant décédé avant leur père, il ne détient jamais leur seigneurie familiale d'Annandale. William de Bruce succède ainsi à son père mort vers 1189/1194.
William de Bruce contrôle un vaste domaine dans le nord de l'Angleterre. Il obtient du roi Jean Sans Terre, la concession de la tenue d'un marché hebdomadaire à Hartlepool, et donne des domaines aux chanoines du prieuré de Guisborough. On connaît peu d'autres éléments de ses activités. Il n'intervient que rarement dans les affaires du gouvernement anglais et souscrit une charte du roi d'Écosse Guillaume le Lion.

## Union et postérité
Wiliam de Bruce a deux épouses : Christina et Béatrice de Teyden, dont l'une lui donne au moins deux fils et une fille :
- Robert IV de Bruce, 4e lord d'Annandale ;
- William ;
- Agathe, épouse de Ralph Tailboys.